# Limba cantoneză
Cantoneza este un dialect al limbii chineze vorbit în sudul Chinei. Unii lingviști îl consideră drept limbă separată, fiind neinteligibil pentru vorbitorii limbii chineze standard (Mandarină).
Cantoneza este graiul dominant în Hong Kong și Macao. Datorită faptului că aceste teritorii au fost separate de China, cantoneza a ajuns să fie mai des folosită în literatură și mass-media decât alte dialecte chinezești.